# إيفان نتيغي
إيفان نتيغي (بالإنجليزية: Ivan Ntege)‏ (8 سبتمبر 1994 بأوغندا - ) هو لاعب كرة قدم أوغندي في مركز الوسط. شارك مع منتخب أوغندا لكرة القدم. أما مع النوادي، فقد لعب مع نادي تيرانا ونادي كامبالا سيتي وKF Elbasani ‏.

## روابط خارجية
- إيفان نتيغي على موقع قاعدة بيانات كرة القدم.إي يو (الإنجليزية)
- إيفان نتيغي على موقع ناشيونال فوتبول تيمز (الإنجليزية)